# CYP4V2
CYP4V2‏ (Cytochrome P450 family 4 subfamily V member 2) هوَ بروتين يُشَفر بواسطة جين CYP4V2 في الإنسان.